# Pierre Igon
Pour les articles homonymes, voir Igon.
Pierre Igon, né le 4 août 1922 à Toulouse, mort le 5 juin 2006, est un peintre français.

## Biographie
Il réalise sa première exposition personnelle en 1948. Il appartient à ce qu'on appelle la « jeune école toulousaine ». Sa peinture appartient au domaine de l'abstrait. Très peu de ses œuvres sont figuratives. Il fut l'un des pionniers de l'abstraction. S'il est surtout connu pour ses peintures, il aimait travailler aussi sur des matériaux bruts comme le bois, les métaux ou même la pierre (ardoises).
Sa première exposition a eu lieu en 1946. La dernière exposition qui lui fut consacrée s'est déroulée en 2006 dans la galerie Tiny Factory à Toulouse.